# Daniel McKeague
Daniel "Dan" McKeague (Hugo (Minnesota), 1974 / 1975) is een Amerikaans acteur, stemacteur en komiek. Hij is vooral bekend als de nieuwe stem van de Aflac Duck (de mascotte van de Amerikaanse verzekeringsmaatschappij Aflac). Op 26 april 2011 werd bekendgemaakt dat hij Gilbert Gottfried zou vervangen, nadat die werd ontslagen vanwege een ongepaste grap over de aardbeving en tsunami in Japan als de stem van de eend.

## Filmografie
- 2002 Jump5: Pizzabezorger
- 2011 Aflac: Aflac Duck (stem)